# Thomas Cubitt
Thomas Cubitt (Buxton, 25 febbraio 1788 – Denbies, 20 dicembre 1855) è stato un imprenditore britannico, noto per il suo impiego nello sviluppo di molte delle strade e delle piazze storiche di Londra, in particolare a Belgravia, Pimlico e Bloomsbury.

## Biografia
Figlio di un falegname del Norfolk, si recò in India come carpentiere navale dove guadagnò fondi sufficienti per avviare la propria impresa edile nel 1810 in Gray's Inn Road, a Londra, dove fu uno dei primi costruttori ad avere un sistema di costruzione "moderno" impiegando tutti i mestieri sotto la propria gestione.

## Opere

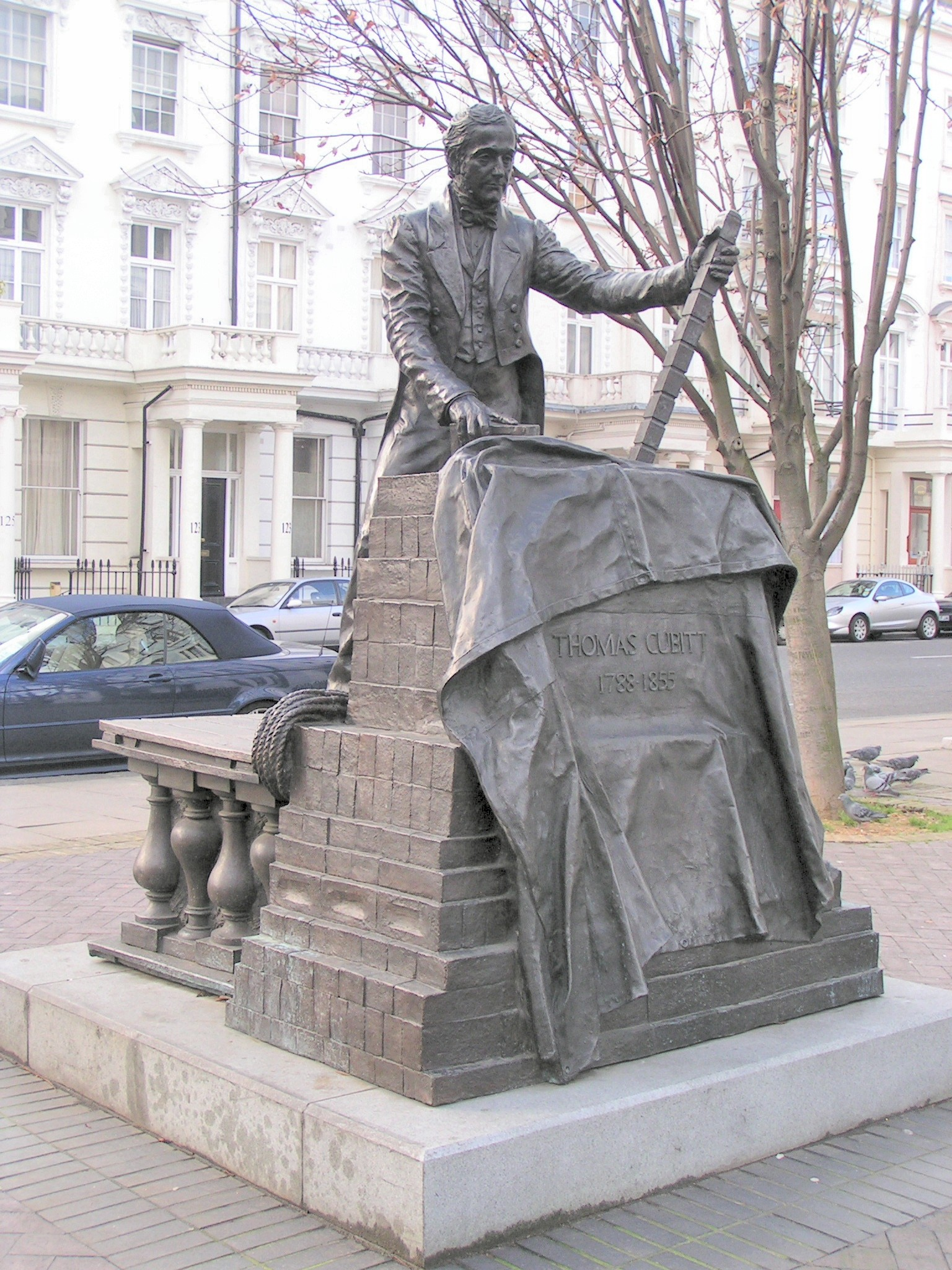
Statua di Thomas Cubitt di William Fawke, 1995. Denbigh Street, Londra. La statua gemella si trova a Dorking, nel Surrey.

Il primo edificio importante di Cubitt fu il London Institution a Finsbury Circus, costruito nel 1815. Successivamente lavorò principalmente su alloggi speculativi a Camden Town, Islington, e specialmente a Highbury Park, Stoke Newington (ora parte di Hackney).
Il suo sviluppo delle aree di Bloomsbury, tra cui Gordon Square e Tavistock Square, iniziò nel 1820, per un gruppo di proprietari terrieri tra cui il duca di Bedford.

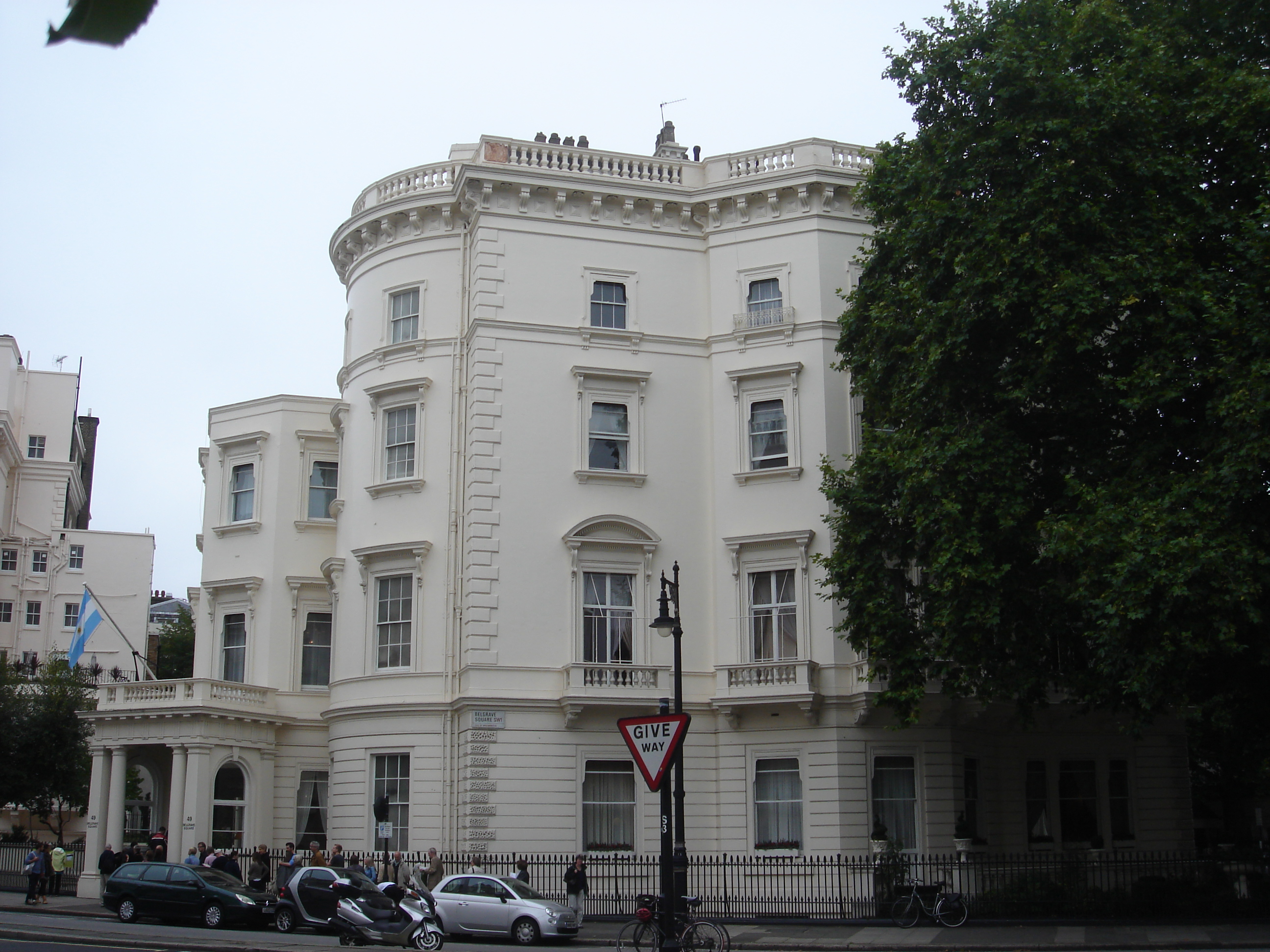
Casa costruita da Cubitt al 49 Belgrave Square, Londra

Nel 1824 fu incaricato, da Richard Grosvenor, II marchese di Westminster, di creare una grande fascia di edifici a Belgravia incentrata su Belgrave Square e Pimlico, in quello che sarebbe diventato il suo più grande successo a Londra. Notevoli tra questo sviluppo sono i lati nord e ovest di Eaton Square, che esemplificano lo stile di costruzione e design di Cubitt.
Dopo che le officine di Cubitt a Thames Bank furono distrutte da un incendio, osservò "Dì agli uomini che saranno al lavoro entro una settimana e io sottoscriverò 600 sterline per l'acquisto di nuovi strumenti".
Cubitt fu anche responsabile della costruzione del prospetto orientale di Buckingham Palace. Costruì e finanziò personalmente quasi un chilometro del Thames Embankment. Fu impiegato nel grande sviluppo di Kemp Town a Brighton e Osborne House sull'Isola di Wight, completato nel 1851. I lavori pubblici di Cubitt includevano la fornitura di parchi pubblici, incluso l'essere un organizzatore del Battersea Park Scheme.
Nel 1827 si ritirò dalla gestione della sua azienda di Gray's Inn Road lasciandola a suo fratello William; la ditta continuò a svolgere il lavoro di Thomas.

## Famiglia
Cubitt aveva due fratelli, l'imprenditore e politico William e l'ingegnere civile Lewis che progettò molte case costruite da Thomas.
Suo figlio George, che fu creato barone Ashcombe nel 1892, era un trisnonno della regina Camilla.

## Eredità

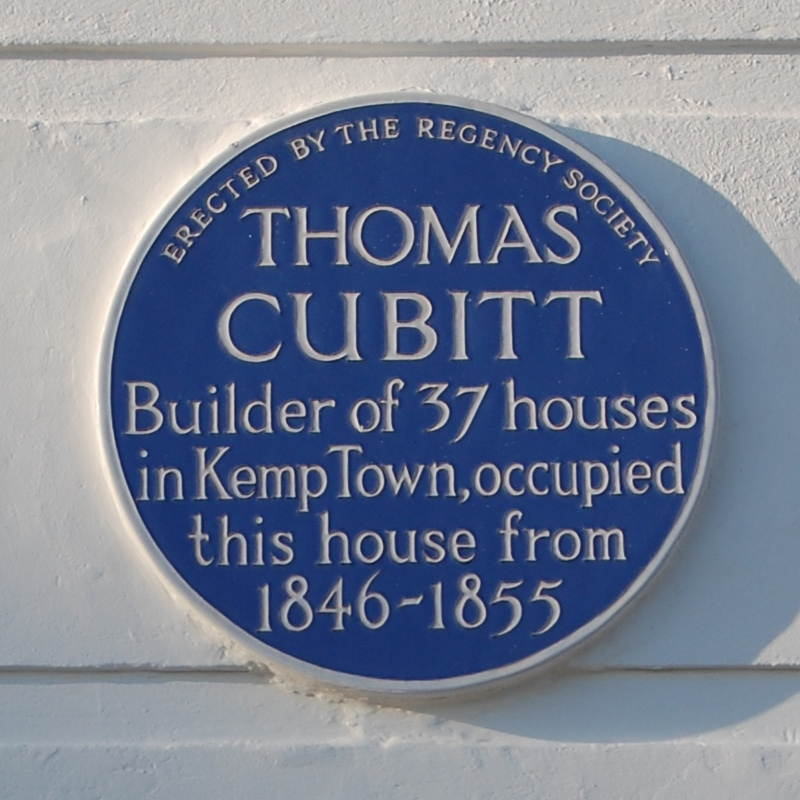
Targa sulla casa di Cubitt al 13 Lewes Crescent, Kemp Town, Brighton

Cubitt morì nel 1855 e fu prelevato da Dorking per essere sepolto nel cimitero di West Norwood il 27 dicembre 1855.
Dopo la sua morte, la regina Vittoria disse: "Nella sua vita, con gli immensi affari che aveva in mano, è una vera perdita nazionale. Un uomo migliore, di buon cuore o più semplice e senza pretese non ci sarà mai."
Un'altra statua di Cubitt si trova a Dorking, di fronte alle Dorking Halls, poiché era il favorito per la sua architettura nella sua tenuta di Denbies.
Nel 1883 l'azienda fu acquisita da Holland & Hannen, uno dei principali concorrenti, la cui combinazione divenne nota come Holland & Hannen e Cubitts, in seguito Holland, Hannen &amp; Cubitts.
In suo onore sono stati nominati ristoranti, pub e altri locali.